# Victoria la Paz
Victoria la Paz är en ort i Mexiko.   Den ligger i kommunen Las Margaritas och delstaten Chiapas, i den sydöstra delen av landet, 900 km öster om huvudstaden Mexico City. Victoria la Paz ligger 1 126 meter över havet och antalet invånare är 111.
Terrängen runt Victoria la Paz är huvudsakligen kuperad, men den allra närmaste omgivningen är platt. Victoria la Paz ligger nere i en dal. Runt Victoria la Paz är det ganska tätbefolkat, med 54 invånare per kvadratkilometer. Närmaste större samhälle är El Paraíso, 6,2 km sydost om Victoria la Paz. I omgivningarna runt Victoria la Paz växer i huvudsak städsegrön lövskog.